# Balogh Dezső (nyelvész)
Balogh Dezső (Mezőcsávás, 1930. január 22. – Kolozsvár, 1999. április 4.) romániai magyar nyelvész, tankönyvíró, egyetemi oktató, Balogh Éva bátyja.

## Életútja
A marosvásárhelyi református kollégium elvégzése után a kolozsvári Bolyai Tudományegyetemen szerzett magyar nyelv és irodalom szakos tanári képesítést. 1952-től az Igazság szerkesztőségi titkára, 1959-től a kolozsvári magyar nyelvészeti tanszék lektora, majd előadótanára, 1995-ig tanított az egyetemen. 1999-ben hunyt el, a kolozsvári Házsongárdi temetőben helyezték örök nyugalomra.
Tanulmányai, értekezései a jelenkori magyar nyelv, a nyelvjárástan, valamint a stilisztika tárgyköréből a NyIrK és Studia hasábjain jelentek meg. Doktori disszertációjában Horváth Imre költői szókincsét dolgozta fel, ehhez készítette el addig megjelent verseinek ötkötetes költői szótárát, az első ilyennemű erdélyi mű a szakirodalomban. Egy része megjelent a Studia Universitatis Babeș-Bolyai 1978/2-es számában.

## Kötetei
- A jelenkori magyar nyelv (1962) és Bevezetés a magyar filológiába (Antal Árpáddal, 1962), mindkettő sokszorosított egyetemi jegyzet;
- Két általános iskolai Olvasókönyv és nyelvtan a VII. osztály (1963) és a VIII. osztály (1964) számára, mindkettőben a nyelvtani részt írta;
- A mai magyar nyelv kézikönyve (Gálffy Mózessel és J. Nagy Máriával, 1971);
- Munkatársa az Anyanyelvünk művelése (1975) című gyűjteményes kötetnek;
- Gálffy Mózessel, Kelemen Bélával és Szabó T. Attilával közösen szerkesztette a Magyar helyesírási szótárt (Kriterion Kézikönyvek 1978).
- Az egyetemi kiadásban megjelent Probleme de sintaxă (1978) című kötetben magyar irodalmi tárgyú szószerkezeti tanulmánnyal szerepelt.